# Jonathan Bergmann
Jonathan Bergmann és un professor de química i un dels creadors del model d'ensenyament conegut com a Classe Inversa ("aula invertida" /"flipped classroom") juntament amb l'igualment professor de química Aaron Sams. Malgrat ser ja cèlebre per la seva forma d'ensenyar, Bergmann va decidir "invertir" el que els estudiants feien a les seves classes; els va assignar veure vídeos de classes a casa i fer exercicis (tasca) en classe sota la seva supervisió. Bergmann i Sams no només van descobrir que les qualificacions entre els estudiants van millorar; sinó que a més van trobar temps per a un altre tipus d'activitats, la qual cosa, segons Bergmann, és més important que els vídeos. Des de llavors, Bergmann s'ha convertit en el principal facilitador tecnològic d'una escola a Illinois i ha treballat per promoure aquest model d'ensenyament en altres escoles, universitats i més, tant als Estats Units com a l'estranger.

## Vida personal
Bergmann graduat de la Universitat de Colorado en Denver de l'Escola d'Educació i Desenvolupament Humà en 1991.
Està casat i té tres fills.

## Carrera
Bergmann ha treballat a l'àrea educacional per gairebé vint-i-sis anys, dels quals, vint-i-quatre, han estat dedicats a l'ensenyament en secundària i preparatòria com a professor de ciències. Va fer classes per tres anys en la Secundària Baker, després va treballar un any en la Preparatòria Englewood en Colorado i després es va traslladar a la Preparatòria Englecrest, al sud de Denver en Colorado, on va fer classes per quinze anys. A continuació, va obtenir un lloc en la Preparatoria Woodland Park, on va ensenyar amb mètodes tradicionals per quatre anys. Després, juntament amb el seu col·lega i també professor de química, Aaron Sams, va experimentar amb la idea de posar classes en video perquè els estudiants els veiessin fora de classe. Després es va convertir en el principal facilitador tecnològic per a l'Escola Joseph Sears en Kenilworth (Illinois). Avui dia, Bergmann es dedica a escriure, donar conferències i a promoure el seu model de "classe inversa" ("aula invertida").
A més, s'exerceix en el consell d'assessoria per aTED.

## Flipped classroom (Classe Inversa o Aula Invertida)
Bergmann és reconegut com un dels pioners del que avui és conegut com el moviment del "aula invertida" o "flipped classroom". Juntament amb Aaron Sams, va començar a experimentar amb la idea de gravar el contingut de les classes en vídeo. La idea era que els estudiants veiessin aquests videos a casa i que treballessin en exercicis i projectes en el saló de classes, sota la supervisió del professor, "invertint" d'aquesta manera la tasca per a l'escola i les classes per a la casa. Bergmann es va adonar que amb aquest model, les qualificacions que els seus alumnes obtenien en els exàmens incrementaven.
Al principi, Bergmann i Sams es van enfocar en la creació de vídeos, fent-los per a cada classe. Tot i això, aviat van descobrir que el que era més important i rellevant eren les activitats que els alumnes feien a l'aula, a causa que ja no passaven tant de temps escoltant les explicacions. Bergmann insisteix que aquesta és la clau per al model de "classe inversa", no els vídeos en si mateixos. Ell considera que la pregunta guia per al moviment "flipped classroom" és preguntar-se: Què és el millor per als estudiants en el meu saló de classes?
Durant una entrevista amb la revista Ed Tech, Bergmann va explicar la següent anècdota: "Recordo a Annabelle, qui va entrar a la meva classe en el seu primer any i que semblava que només volia superar la matèria. L'escola no semblava ser una prioritat per a ella i recordo que em vaig dir "A Annabelle no li agradarà aquesta classe". Vaig dir això perquè el "Flipped-Mastery course" realment espera que tots els estudiants aprenguin de forma profunda i no que només tractin de passar la matèria. Quan l'any va començar, Annabelle estava frustrada perquè sempre prenia el camí curt per aprendre."
Quan va arribar el moment de les avaluacions, a ella li va costar molta feina passar. A meitat de Gener o Febrer, vaig començar a notar una millora important en el seu aprenentatge. Va començar a deixar de patir amb les avaluacions i es va entusiasmar per aprendre. Durant una de les meves visites diàries, vaig parlar amb Annabelle i li vaig preguntar què era el que estava passant. La seva primera resposta va ser "Sr. Bergmann, he descobert que és més fàcil si ho aprenc bé la primera vegada." El que ella m'estava dient, en essència, era que ella s'estava fent responsable del seu propi aprenentatge i estava aprenent a aprendre. Ella podria oblidar el contingut del curs, però l'aprendre a aprendre era una eina inavaluable que es va emportar amb si mateixa després del final de la meva classe aquest any.
Malgrat l'èxit que ha tingut amb el seu mètode, Bergmann encara troba desafiaments a l'hora d'implementar-ho. Encara és difícil el persuadir als mestres, pares de família i administradors de fer-ho servir. Amb els estudiants els desafiaments són menors perque estan acostumats als vídeos i l'ús de l'Internet. El qualificar segueix sent un desafiament per al moviment del "flipped classroom" atès que el mètode serveix més si els estudiants aprenen al seu propi ritme, però tot i així, hi ha períodes d'avaluació a les escoles.
No obstant això, Bergmann i Sams continuen promovent les seves idees i fundant una xarxa sense finalitats de lucre per a tots aquells interessats. Per a Gener de 2012, el nombre de membres actius del lloc Flipped Learning Network Ning havien incrementat de 2,500 a 15,000. Bergmann i Sams van escriure el llibre Flip Your Classroom: Reach Every Student in Every Class Every Day i Flipped Learning: Gateway to Student Engagement. Bergmann ha estat autor i coautor de múltiples articles en diverses publicacions educacionals.
Bergmann s'ha convertit en un destacat orador i ha donat discursos d'obertura en conferències com BETT 2013, el Fall CUE 2012, el Fòrum Acadèmic de Wisconsin i nombrosos esdeveniments de la Flipped Learning Network; el FlipCon 1-6, el Learning Technologies MENA (Dubai) i el Congrés d'Innovació i Educació Tecnològica en l'Institut Tecnològic i d'Estudis Superiors de Monterrey a Mèxic. També s'ha presentat en la University of Nebraska (Kearney), a la Universitat de Texas Brownsville, en el "pre-service teachers" a la Universitat de Wisconsin Whitewater i a la Universitat Estatal d'Illinois.

## Reconeixement
Fins i tot abans del "flipped classroom", el treball de Bergmann va ser reconegut amb el Premi Presidencial per a l'Excel·lència en Matemàtiques i l'Ensenyament de les Ciències. Per això, Bergmann va viatjar a la Casa Blanca per conèixer a la Primera dama dels Estats Units.
El model de "classe inversa" o "flipped classroom" ha estat cobert per diverses publicacions com The New York Times i The Washington Post. Bergmann i Sams van ser nominats per al Premi Internacional Brock en Educació i van aparèixer en la llista "Tech & Learning’s 10 Most Influential of 2013." Bergmann va anar també semifinalista per al Professor de l'Any en Colorado en el 2010.

## Publicacions

### Llibres
- Bergmann, J., & Sams, A. (2014). Flipped Learning: Gateway to Student Engagement, ISTE
- Bergmann, J., & Sams, A. (2012). Flip your classroom: reach every student in every class every day. Eugene, OR.; Alexandria, VA.: ISTE ; ASCD.

### Articles Selectes
- Bergmann, J., & Sams, A (2014) Flipping For Mastery, Educational Leadership, 71(4), 24-29
- Sams, A., & Bergmann, J. (2013). Flip Your Students' Learning. Educational Leadership, 70(6), 16–20.
- Bergmann, J., & Sams, A. (2012). Before you flip, consider this. Phi Delta Kappan, 94(2), 25.
- Bergmann, J., & Sams, A. (2008). Remixing Chemistry Class. Learning & Leading With Technology, 36(4), 22–27.
- Bergmann, J (2013, November 18), The Biggest Hurdle to Flipping Your Class, Edutopia.
- Bergmann, J (2013, August 13), The Perfect Match: Flipped Learning & the Common Core, Pearson & Innovation Network.
- Bergmann, J., & Sams, A. (2012, June 12). Why Flipped Classrooms Are Here to Stay. Education Week - Teacher.
- Bergmann, J., Overmyer, J., & Wilie, B. (2012, April 14). The Flipped Class: Myths vs. Reality (1 of 3). The Daily Riff- Be Smarter. About Education.